# Seweryna Duchińska
 (août 2018).
Si vous disposez d'ouvrages ou d'articles de référence ou si vous connaissez des sites web de qualité traitant du thème abordé ici, merci de compléter l'article en donnant les références utiles à sa vérifiabilité et en les liant à la section « Notes et références ».
Seweryna Duchińska, née Zochowska en 1816 à Koszajec (Pruszków) et morte le 21 août 1905 à Paris, est une écrivaine polonaise qui popularise les sciences naturelles.

## Biographie
Après avoir participé à l'insurrection polonaise de 1863, Seweryna Duchińska est contrainte de fuir Varsovie et de se réfugier en France. À partir de 1869, à la suite du décès de Zofia Węgierska, elle prend en charge la chronique parisienne de Biblioteka Warszawska.
Elle est l'épouse de l'historien et l'ethnographe François Duchiński. 
Elle est particulièrement active dans les milieux intellectuels de l’émigration polonaise et noue de nombreux contacts scientifiques en France, notamment avec l’historien Henri Martin (1810-1883) et le professeur d’anthropologie Armand de Quatrefages. Intéressée par les questions liées au darwinisme, Duchińska publie, dans les chroniques parisiennes, des articles tels que Le darwinisme et la Société anthropologique de France (Duchińska 1870) ou encore Une conclusion sur l’œuvre de M. Quatrefages au sujet du darwinisme et du transformisme (Duchińska 1870). Elle est, avec son mari, l’un des plus importants organisateurs de l’exposition anthropologique et ethnographique polonaise à Paris en 1878, qu’elle décrit également dans Biblioteka Warszawska.
Le rapprochement franco-russe, à compter des années 1890, oblige les Duchiński à quitter la France durant plusieurs années.
Elle est morte le 21 août 1905.